# Acerola
Acerola (Malpighia glabra) ist eine Pflanzenart aus der Familie der Malpighiengewächse (Malpighiaceae) aus Süd- und Mittelamerika.  Weitere Trivialnamen sind Acerolakirsche, Azerola, Ahornkirsche, Antillenkirsche, Kirsche der Antillen, Puerto-Rico-Kirsche, Westindische Kirsche, Jamaika-Kirsche und Barbados-Kirsche.

## Beschreibung

### Vegetative Merkmale
Acerola sind immergrüne, niederliegende Sträucher oder kleine Bäume mit Wuchshöhen von meist 1–3 m, selten auch bis zu 10 m. Die Borke junger Äste ist grün und spärlich mit striegelhaarigen Trichomen besetzt, die im Alter abfallen. Die gräuliche bis bräunliche Borke ist relativ glatt und in der Jugend mit auffälligen Korkporen besetzt. Im Alter ist sie dick und rissig.
Die gegenständig angeordneten und kurz gestielten, ganzrandigen Laubblätter sind leicht lederig. Die Form der Blattspreite ist eiförmig bis lanzettlich oder elliptisch bis verkehrt-eiförmig. Die Blätter sind meist 30–75 mm (20–110 mm) 1 lang und 15–40 mm (10–55 mm) breit. An der Spitze sind die Blätter abgerundet bis rundspitzig oder spitz bis zugespitzt, die Basis ist abgerundet bis keilförmig oder selten stumpf. Die kurzen Blattstiele haben eine Länge von 1,5–3 mm, sie sind meist unbehaart, nur selten spärlich striegelhaarig behaart, was sich jedoch im Alter verliert. Die Nervatur ist gefiedert mit hellerer Mittelader. Die grün oder rot gefärbten Nebenblätter stehen frei, sie sind zunächst striegelhaarig behaart, verkahlen jedoch ebenfalls im Alter. Sie sind pfriemenförmig und 0,5–1 mm lang.

### Blütenstände und Blüten
Die büscheligen, zymösen und achselständigen, kurz gestielten Blütenstände bestehen aus vier bis sechs (zwei bis acht) Blüten. Der schlanke, grün bis rötlich gefärbte Blütenstandsstängel ist striegelhaarig oder nur selten unbehaart; seine Länge beträgt 5–12 mm (2–25 mm). Die Blütenstandsachse ist meist unbehaart, nur selten striegelhaarig und 3–5 mm (2–7 mm) lang. Die Tragblätter sind 1–1,5 mm (bis 2 mm) lang, die Vorblätter sind 0,5–1 mm lang. Die grünen, unbehaarten oder fast unbehaarten Blütenstiele weisen eine Länge von 7–11 mm (5–15 mm) auf. Unter den Kelchblättern steht manchmal ein Kranz aus Borsten.

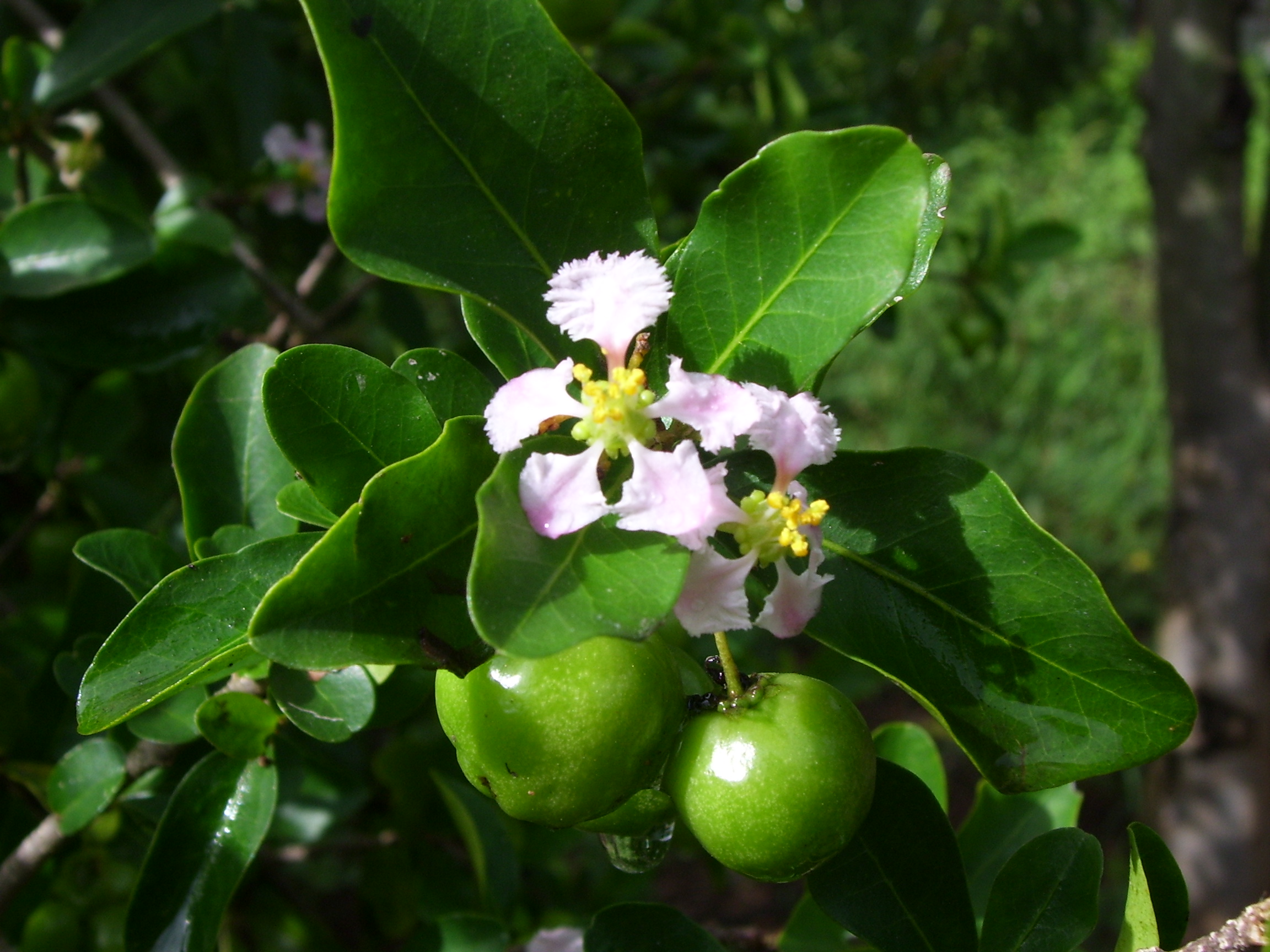
Blüten

Die gestielten, zwittrigen Blüten sind zygomorph und fünfzählig mit doppelter Blütenhülle. Die Knospen weisen einen Durchmesser von meist 4–5 mm (3–6 mm) auf. Der Blütendurchmesser beträgt 13–18 mm (10–20 mm). In der Knospe sind die Kelchblätter striegelhaarig behaart, verkahlen jedoch bald. Zwischen Kelchblättern und den länger genagelten Kronblättern mit teils fransiger Platte stehen meist sechs (sieben bis zehn, dann sind die zusätzlichen jedoch sehr klein) gelb-grüne Öldrüsen. Das hintere Kronblatt ist am größten und 6,5–9,5 mm (6–11 mm) lang. Die mittleren Kronblätter sind mit 5,5–7 mm (5–8,5 mm) etwas kürzer, am kürzesten sind die vorderen Kronblätter mit einer Länge von 5,5–6,5 mm (4–8 mm). Die ausladenden Petalen sind rosafarben bis rötlich oder weiß, der kleine, nur schwach behaarte Kelch ist grün.
Die zehn Staubfäden sind an der Basis verwachsen und fadenförmig und gleichen sich in der Dicke. Sie sind gerade und 2,5–3 mm (2–3,5 mm) lang. Sie sind meist gleich lang, nur gelegentlich sind die an der Seite liegenden Staubbeutel etwas größer. Ihre Länge beträgt zwischen 0,8 und 1,2 mm. Die drei Griffel sind etwa 1–2,5 mm lang, mit einer kleinen, kopfigen und stumpfen Narbe, der oberständige, dreikammerige Fruchtknoten ist nicht geteilt.

### Früchte und Samen

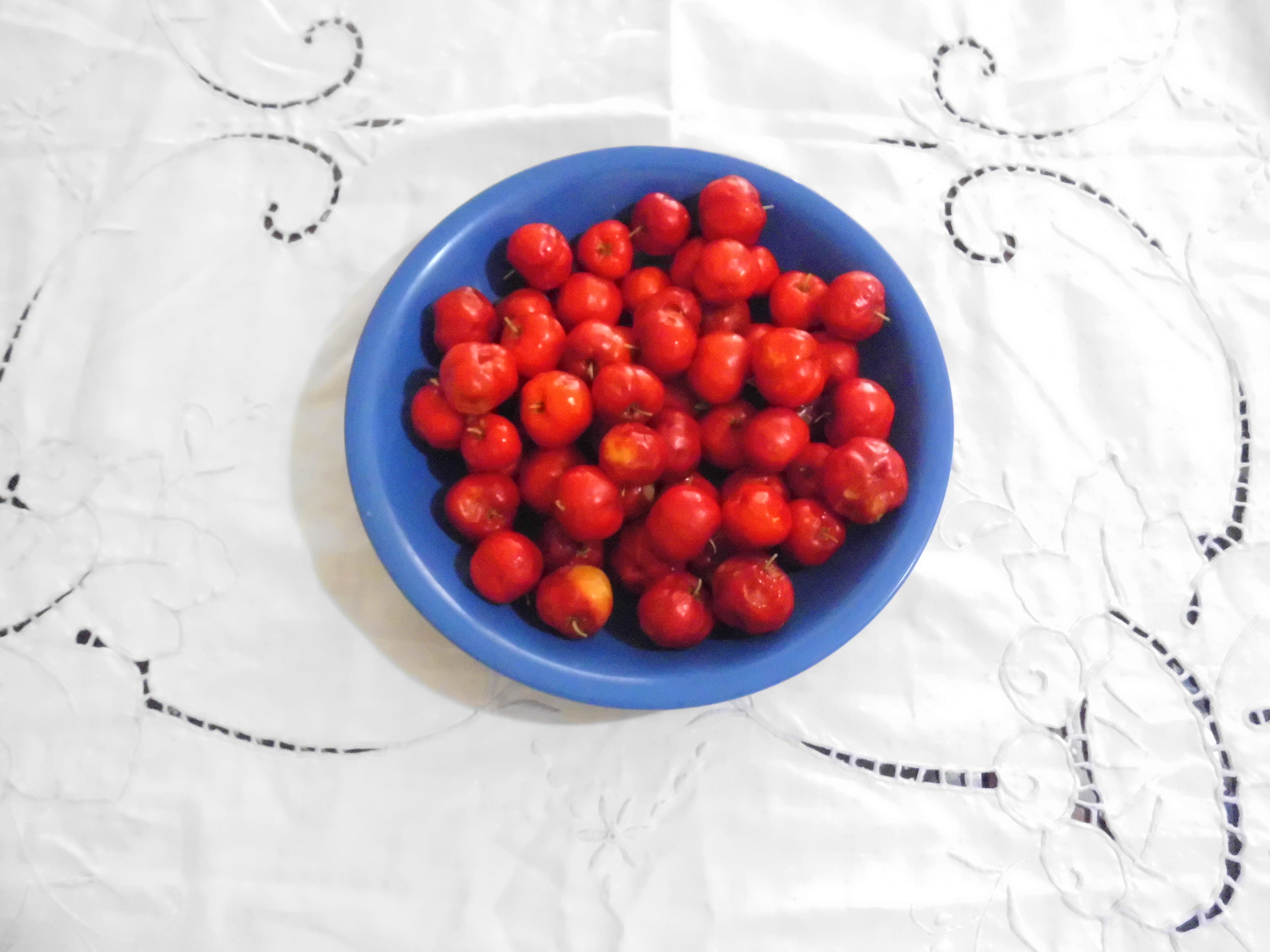
Früchte

Die annähernd kugeligen, roten und dünnschaligen, schwach dreiteiligen Steinfrüchte weisen einen Durchmesser von 10–25 mm auf, sind meist glatt, kahl. Die eiförmigen, bräunlichen, skulptierten und nicht besonders harten Samen, Steinkerne sind 7–10 mm lang und 5–7 mm breit. Sie sind rückseitig minimal geflügelt oder mit einem Kamm.
Die Chromosomenzahl beträgt 2n = 20 oder 40.

## Vorkommen und Standorte
Acerola ist in einem Gebiet verbreitet, das unter anderem Texas, Mexiko, Panama, Brasilien und Guatemala umfasst, auch auf Jamaika und Hawaii gibt es Vorkommen. Innerhalb des Verbreitungsgebietes gibt es starke Unterschiede in der Wuchsform, so findet man im nördlichen Mexiko und in Texas oftmals rankenartige Sträucher, im gesamten Mexiko, in Texas und auf Jamaika auch kleine Sträucher, während im gesamten Verbreitungsgebiet meist große Sträucher und kleine Bäume vorherrschen. Außerhalb des natürlichen Verbreitungsgebietes wird die Art selten kultiviert.
Diese Art wächst an einer Vielzahl von Standorten, von feuchten Schluchten und Flussufern über Straßenränder und feuchte Flachlandwälder bis hin zu Standorten auf trockenem Kalkstein und felsigen Berghängen. Die Standorte liegen in Höhenlagen zwischen Meereshöhe und 1600 m.

## Verwendung
Die sauren Früchte der Acerola gehören zu den Früchten mit dem höchsten Gehalt an Vitamin C; 100 g Frischsaft enthält bis ca. 1000–1500 mg des Vitamins. Daher wird die Acerolakirsche als Nahrungsergänzungsmittel verwendet. 
Acerolafrüchte können roh verzehrt werden. Der Saft wird mit anderen, meist süßeren Fruchtsäften vermischt. Exportieren lässt sich die Frucht nicht, weil sie so weich und saftig ist, dass sie sofort nach der Ernte verarbeitet werden muss.
Aus der Acerola-Kirsche werden Säfte hergestellt, die pasteurisiert oder tiefgefroren in den Handel kommen. Es wird auch Acerola-Pulver angeboten, das im Sprühtrocknungsverfahren gewonnen wird. Mittlerweile hat sich das schonendste Verfahren, die Gefriertrocknung durchgesetzt.
Beliebt ist die Verwendung von Saft, Fruchtfleisch, Konzentrat und Pulver
- als Vitaminanreicherung anderer Fruchtsäfte,
- als Säurezusatz zur Verstärkung des Eigenaromas anderer Früchte,
- zur Speiseeis-, Konfitüre- und Gelee-Herstellung.

Es gibt einen Hinweis auf eine Kreuzallergie mit Naturlatex.